# JS Kuroshio (SS-596)

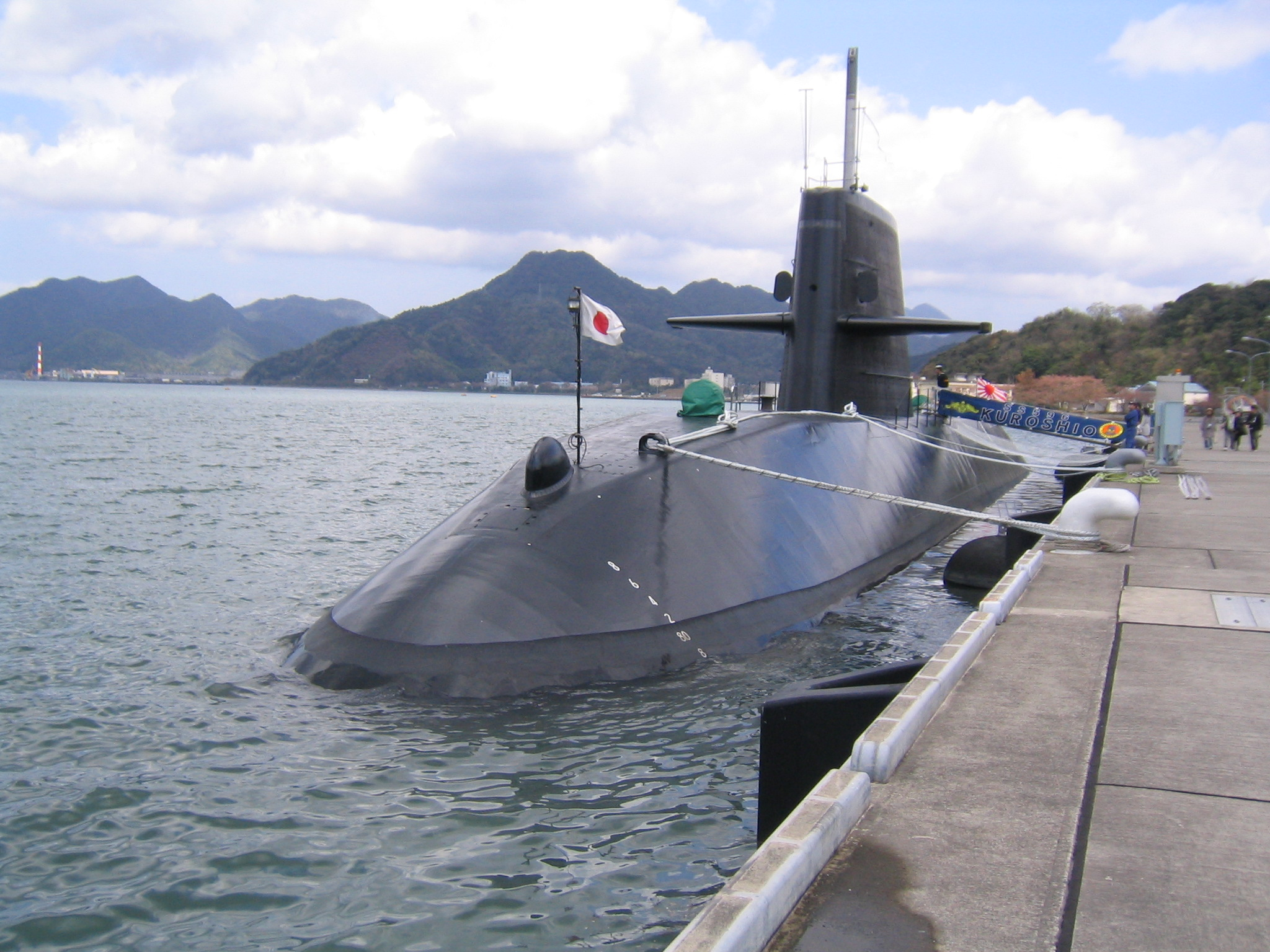
JDS Kuroshio tại căn cứ hải quân Maizuru

JDS Kuroshio SS-596 (tiếng Nhật: くろしお) là tàu ngầm của Lực lượng Phòng vệ Biển Nhật Bản thuộc lớp tàu ngầm tấn công Oyashio. JDS Kuroshio do công ty đóng tàu Kawasaki ở Kobe thực hiện, ngày 27 tháng 3 năm 2000 tàu đặt lườn và hạ thủy vào ngày 23 tháng 10 năm 2002. Ngày 08 tháng 3 năm 2004, JDS Kuroshio hoàn thành.
Từ năm 2017, Nhật Bản đã gửi đã gửi tàu sân bay trực thăng đến Biển Đông trong 3 năm liên tiếp và tàu ngầm JDS Kuroshio (SS-596) để tham gia tập trận chung với các nước thành viên ASEAN ở vịnh Thái Lan và ngoài khơi tỉnh Cà Mau, Việt Nam.